# HTML-Editor Phase 5
HTML-Editor phase 5 ist ein für den Privatgebrauch oder Schulen (nichtkommerzielle Nutzung) kostenloses Programm zum Erstellen von HTML-Dokumenten unter Windows. Dieser HTML-Editor wurde ursprünglich ab 1996 von Ulli Meybohm entwickelt und wird seit 1998 von Hans-Dieter Berretz weiterentwickelt. Die Entwicklung des Programms wird in Phasen ausgedrückt (aktuell „phase 5“). Meybohm hatte kein Interesse an einer Weiterentwicklung des Programms, da er sich nicht mehr so intensiv mit Windows-Programmen beschäftigen wollte und seine Energie in Linux-Projekte steckte.

## Eigenschaften
Aussehen und Bedienung orientierten sich anfangs am kommerziellen Programm HomeSite der Allaire Corporation, das heute Bestandteil von Dreamweaver ist. Die Syntaxhervorhebung unterstützt neben HTML auch PHP, ASP, JavaScript, Perl, SQL, Java, C++, Modula-2, Object-Pascal, Python, Visual Basic und einige mehr.
Des Weiteren unterstützt der Editor den Anwender beim Editieren von HTML-Quelltext durch automatische Codevervollständigung, eine eingebaute Vorschau und zusätzliche Werkzeuge wie einen Debugger/Linktester, die Möglichkeit zum dateiübergreifenden Suchen und Ersetzen sowie ein Werkzeug zum Erstellen von Tabellen. Die wichtigsten Befehle lassen sich über Tastaturkürzel einfügen, der restliche Befehlsvorrat von HTML 4 lässt sich über Menüs oder Schaltflächen erreichen.
Aktuelles HTML lässt sich mit ihm zwar erstellen, die unterstützenden Funktionen richten sich jedoch auf HTML 4. UTF-8 und Unicode werden nicht unterstützt. Es gibt ein Plugin zum Konvertieren von Dateien, UTF-8-kodierte Dateien könnten aber auch damit nicht direkt bearbeitet werden.
Das Programm ist portabel, das heißt, nach der Installation lässt es sich auf einen USB-Stick kopieren und an jedem Windows-PC ohne Funktionsverlust benutzen.
Da das Programm ursprünglich Freeware war, fand es weite Verbreitung an Schulen und anderen Bildungseinrichtungen. Heute wird es nur noch für Schulen und Privatanwender kostenlos angeboten. Vereine und kommerzielle Verwender müssen eine Lizenz erwerben.

## Proton
Von Ulli Meybohm existiert auch der schlanke Texteditor Proton, auf dem der HTML-Editor ursprünglich basierte. Der Freeware-Editor verfügt über Syntaxhervorhebung, komplexe Such- und Ersetzenfunktionen (unterstützt teilweise reguläre Ausdrücke), unlimitiertes Undo/Redo (Widerrufen von Befehlen), Shell-Shortcuts, eine integrierte Kommandozeile zum Kompilieren oder zum Aufrufen anderer Programme, „Drag & Drop“-Unterstützung, sowie automatisches Erkennen und Weiterverwenden von unterschiedlichen Zeilenumbruchformaten. Die Benutzeroberfläche ist schlicht, ohne großen Komfort gehalten, jedoch durch eigene Plug-ins erweiterbar.
Die Software existiert in einer portablen Version, die gestartet und verwendet werden kann, ohne vorher auf einem Windows-System (lauffähig unter Windows 9x, Me, NT, 2000, XP bis hin zu Windows 10) installiert worden zu sein.